# Liste des plus hautes constructions de Chine

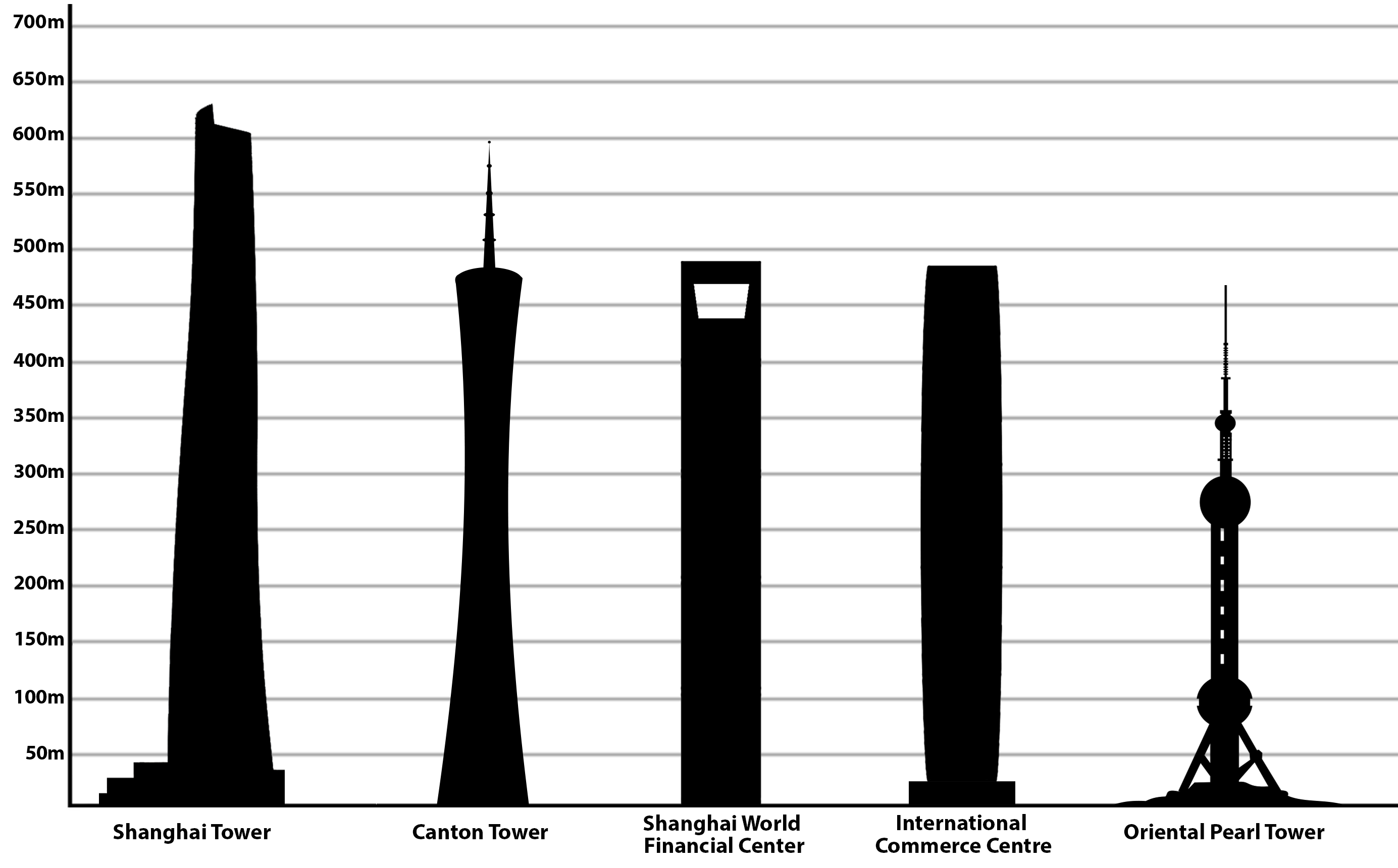
Plus hautes tour de Chine.

La liste des plus hautes constructions de Chine ci-dessous répertorie les constructions ayant la plus grande hauteur sur le territoire de la république populaire de Chine, en incluant Hong Kong et Macao:
| Rang | Nom                                           | Hauteur architecturale en mètres | Nombre d'étages | Année d'achèvement | Ville     | Province (ou division de rang équivalent)   | Usage                           | Description                                                            |
| ---- | --------------------------------------------- | -------------------------------- | --------------- | ------------------ | --------- | ------------------------------------------- | ------------------------------- | ---------------------------------------------------------------------- |
| 1    | Tour Shanghai                                 | 632                              | 128             | 2015               | Shanghai  | Municipalité de Shanghai                    | Hôtel, bureaux                  | Gratte-ciel emblématique à la forme torsadée, le plus haut de Chine    |
| 2    | Tour de télévision et de tourisme de Canton   | 604                              | 37              | 2010               | Guangzhou | Guangdong                                   | Télécommunications, observation | Tour torsadée, la plus haute de la ville                               |
| 3    | Ping An Finance Centre                        | 599                              | 115             | 2017               | Shenzhen  | Guangdong                                   | Bureaux et vente de détail      |                                                                        |
| =4   | CTF Finance Centre                            | 530                              | 111             | 2016               | Guangzhou | Guangdong                                   | Hôtel, résidences, bureaux      | Gratte-ciel avec l'ascenseur le plus rapide du monde                   |
| =4   | Tianjin Chow Tai Fook Binhai Center           | 530                              | 97              | 2019               | Tianjin   | Municipalité de Tianjin                     | Hôtel, résidences, bureaux      |                                                                        |
| 6    | China Zun                                     | 528                              | 108             | 2018               | Beijing   | Municipalité de Beijing                     | Mixte                           |                                                                        |
| 7    | Shanghai World Financial Center               | 492                              | 101             | 2008               | Shanghai  | Municipalité de Shanghai                    | Hôtel, bureaux                  | Gratte-ciel emblématique surnommé le décapsuleur en raison de sa forme |
| 8    | International Commerce Center                 | 484                              | 108             | 2010               | Hong Kong | Région administrative spéciale de Hong Kong | Hôtel, bureaux                  | Plus haut gratte-ciel de Hong Kong                                     |
| 9    | Perle de l'Orient                             | 468                              | 14              | 1995               | Shanghai  | Municipalité de Shanghai                    | Télécommunications, observation | Tour emblématique de la ville                                          |
| 10   | Changsha IFS Tower T1                         | 452                              | 94              | 2018               | Changsha  | Hunan                                       | Résidences, bureaux             |                                                                        |
| =11  | Zifeng Tower                                  | 450                              | 66              | 2010               | Nankin    | Jiangsu                                     | Hôtel, bureaux                  | Gratte-ciel surmonté d'une flèche dont le toit culmine à 381 mètres    |
| =11  | Suzhou IFS                                    | 450                              | 95              | 2019               | Suzhou    | Jiangsu                                     | Résidences, hôtel, bureaux      |                                                                        |
| 13   | Kingkey 100                                   | 441,8                            | 100             | 2011               | Shenzhen  | Guangdong                                   | Hôtel, bureaux                  | Gratte-ciel le plus haut de la ville lors de sa construction           |
| 14   | Guangzhou International Finance Center        | 438,6                            | 103             | 2010               | Guangzhou | Guangdong                                   | Hôtel, bureaux                  | Plus haut gratte-ciel de la ville lors de sa construction              |
| 15   | Wuhan Center                                  | 438                              | 88              | 2019               | Wuhan     | Hubei                                       | Hôtel, résidences, bureaux      |                                                                        |
| 16   | Jin Mao Tower                                 | 420,5                            | 88              | 1999               | Shanghai  | Municipalité de Shanghai                    | Hôtel, bureaux                  | Troisième plus haut gratte-ciel du Pudong                              |
| 17   | Tour de radio-télédiffusion de Tianjin        | 415,1                            |                 | 1991               | Tianjin   | Municipalité de Tianjin                     | Télécommunications, observation | Tour                                                                   |
| 18   | Two International Finance Centre              | 412                              | 88              | 2003               | Hong Kong | Région administrative spéciale de Hong Kong | Bureaux                         | Plus haut gratte-ciel de la ville lors de sa construction              |
| 19   | Tour centrale de radio-télédiffusion de Pékin | 410,5                            |                 | 1999               | Pékin     | Municipalité de Pékin                       | Télécommunications, observation | Tour                                                                   |
| 20   | CITIC Plaza                                   | 390,2                            | 80              | 1996               | Guangzhou | Guangdong                                   | Bureaux                         | Gratte-ciel surmonté de deux flèches                                   |
| 21   | Zhongyuan Tower                               | 388                              |                 | 2011               | Zhengzhou | Henan                                       | Observation, télécommunications | Tour futuriste                                                         |
| 22   | Shun Hing Square                              | 384                              | 69              | 1996               | Shenzhen  | Guangdong                                   | Bureaux                         | Gratte-ciel surmonté de deux flèches                                   |
| 23   | Eton Place Dalian Tower 1                     | 383,1                            | 80              | 2016               | Dalian    | Liaoning                                    | Hôtel, bureaux                  | Plus haut gratte-ciel de la ville lors de sa construction              |
| 24   | Central Plaza                                 | 373,9                            | 78              | 1992               | Hong Kong | Région administrative spéciale de Hong Kong | Bureaux                         | Gratte-ciel                                                            |
| 25   | Tour de la Bank of China                      | 367,4                            | 72              | 1990               | Hong Kong | Région administrative spéciale de Hong Kong | Bureaux                         | Gratte-ciel emblématique de Hong Kong, autrefois le plus haut de Chine |
| 26   | Forum 66 Tower 1                              | 350,6                            | 68              | 2015               | Shenyang  | Liaoning                                    | Hôtel, bureaux                  | Plus haut gratte-ciel de la ville lors de sa construction              |